# Día de las Naciones Unidas para la Administración Pública
El Día de las Naciones Unidas para la Administración Pública es una jornada que se celebra anualmente el 23 de junio desde 2003, establecida por la Asamblea General de las Naciones Unidas (AGNU) en 2002.

## Proclamación
El 20 de diciembre de 2002, la AGNU  designó el Día de las Naciones Unidas para la Administración Pública mediante la resolución 57/277. El objetivo es celebrar el valor del servicio público, reconocer la labor de los funcionarios y fomentar la dedicación de la juventud al sector público.

## Celebración
Se celebra cada 23 de junio, elegido para destacar con esa fecha la importancia del servicio público. La primera celebración fue en 2003, coincidiendo con el inicio del programa de Premios de Servicio Público de la ONU (Premios UNPSA por sus siglas en inglés). Este programa se revisó en 2016 para alinearlo con la Agenda 2030 para el Desarrollo Sostenible. En 2023, el premio se tomó una pausa para revaluar su eficacia y realizar ajustes necesarios.
Asociado a estas efemérides también existe el Foro de la Administración Pública de las Naciones Unidas es un evento global que incluye talleres de desarrollo de capacidades, una ceremonia de entrega de premios y una mesa redonda ministerial. Este foro se organiza anualmente con un país anfitrión.

## Premios servicio público de la ONU
Lugares donde se celebrarón los galardones UNPSA
| Año  | País                   | Ciudad         | Tema |
| ---- | ---------------------- | -------------- | --- |
| 2003 | Estados Unidos         | Nueva York     | Día de las Naciones Unidas para la Administración Pública y ceremonia de galardones                                                                                       |
| 2004 | Estados Unidos         | Nueva York     | Día de las Naciones Unidas para la Administración Pública y ceremonia de galardones                                                                                       |
| 2005 | Estados Unidos         | Nueva York     | Día de las Naciones Unidas para la Administración Pública y ceremonia de galardones                                                                                       |
| 2006 | Estados Unidos         | Nueva York     | Día de las Naciones Unidas para la Administración Pública y ceremonia de galardones                                                                                       |
| 2007 | Austria                | Viena          | Día de las Naciones Unidas para la Administración Pública y ceremonia de galardones                                                                                       |
| 2008 | Estados Unidos         | Nueva York     | Día de las Naciones Unidas para la Administración Pública y ceremonia de galardones                                                                                       |
| 2009 | Estados Unidos         | Nueva York     | Día de las Naciones Unidas para la Administración Pública y ceremonia de galardones                                                                                       |
| 2010 | España                 | Barcelona      | Celebrar el valor y la virtud del servicio a la comunidad |
| 2011 | Tanzania               | Dar es Salaam  | Liderazgo transformador en la Administración Pública e Innovación de la Gobernanza: Creando una vida mejor para todos                                                     |
| 2012 | Estados Unidos         | Nueva York     | Día de las Naciones Unidas para la Administración Pública y ceremonia de galardones                                                                                       |
| 2013 | Baréin                 | Manama         | Gobierno electrónico e innovación: Un futuro mejor para todos |
| 2014 | Corea del Sur          | Seúl           | Innovación en la gobernanza, por el desarrollo sostenible y el bienestar de los pueblos                                                                                   |
| 2015 | Colombia               | Medellín       | Innovando en la entrega del servicio público para implementar la Agenda de Desarrollo Post 2015                                                                           |
| 2016 | Estados Unidos         | Nueva York     | No dejar a nadie atrás: Enfoques institucionales innovadores y prestación de servicios públicos                                                                           |
| 2017 | Países Bajos           | La Haya        | El Futuro es Ahora: Acelerando Innovaciones en la Administración Pública hacia la Agenda 2030                                                                             |
| 2018 | Reino de Marruecos     | Marrakech      | Transformar la gobernanza para lograr los Objetivos de Desarrollo Sostenible                                                                                              |
| 2019 | Azerbaiyán             | Bakú           | Lograr los Objetivos de Desarrollo Sostenible mediante la prestación eficaz de servicios, la transformación innovadora y las instituciones responsable                    |
| 2020 | Evento Virtual         | Evento Virtual | En primera línea: honrar a los empleados públicos por su respuesta ante la pandemia de COVID-19                                                                           |
| 2021 | Emiratos Árabes Unidos | Dubái          | Innovar la futura administración pública: nuevos modelos de gobierno para una nueva era para alcanzar los Objetivos de Desarrollo Sostenible (Realizado el 13 de diembre) |
| 2022 | Evento Virtual         | Evento Virtual | Reconstruir mejor tras la COVID-19: Fortalecer las alianzas innovadoras para alcanzar los Objetivos de Desarrollo Sostenible                                              |
| 2023 | Estados Unidos         | Nueva York     | Se celebra el 20 aniversario de los premios y se presentan los premios reconocidos en 2022 (Realizado el 24 de octubre)                                                   |
| 2024 | Corea del Sur          | Incheon        | Fomentar la innovación en medio de desafíos globales: una perspectiva del sector público                                                                                  |